# Perlomyia utahensis
Perlomyia utahensis är en bäcksländeart som beskrevs av James George Needham och Peter Walter Claassen 1925. Perlomyia utahensis ingår i släktet Perlomyia och familjen smalbäcksländor. Inga underarter finns listade i Catalogue of Life.